# Geonimo
In linguistica e in toponomastica, un geonimo è un nome geografico generico (quindi un nome comune), generalmente posto accanto ad un nome proprio a formare un toponimo e indicante i caratteri fisici del territorio cui afferisce il toponimo. Sono quindi geonimi valle, colle, rio, grotta, piano ecc.
Esempi di toponimi contenenti geonimi sono Campo di Marte, Prato del Quercione, Pesco Sannita (pesco è termine dialettale per 'cima', 'spuntone').
Un geonimo vale insomma come identificatore geografico e contribuisce ad offrire designazioni topografiche mediante espressioni motivate (quindi facilmente interpretabili, in quanto visibilmente collegate alle realtà cui fanno riferimento). Talvolta questi identificatori nascono da necessità meramente cartografiche e vengono quindi abbreviati. Inoltre, tra geonimo e nome proprio può o meno essere presente un elemento di collegamento, tipicamente una preposizione, semplice o articolata. In qualche caso, ad un nome locale, così legato alla presenza di nomi comuni o aggettivi, viene premesso l'articolo determinativo.
In realtà linguisticamente frammentate, come è il caso dell'Italia, in presenza di forte influenza di sostrati diversi per le diverse regioni, è corrente l'originarsi di geosinonimie, per cui diversi geonimi in sostanza hanno lo stesso referente. Così, ad esempio, i geonimi balma, caverna, tana, spelonca, buco e cala sono tutti sinonimi di grotta.